# Real-time strategy

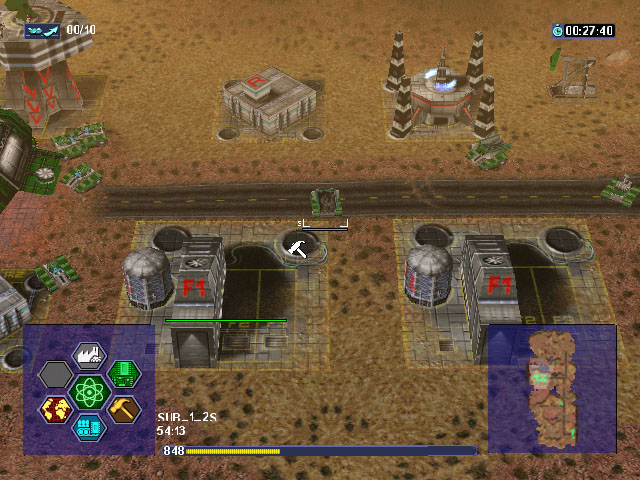
Een basis met enkele eenheden in Warzone 2100, een RTS-spel.

Real-time strategy (RTS) is de aanduiding voor een bepaald type strategisch computerspel waarbij de speler realtime controle krijgt over een aantal militaire eenheden en gebouwen waarmee, door het nemen van strategische beslissingen, één of meer vijanden verslagen dienen te worden. De strategieën hebben bijvoorbeeld betrekking op het produceren van nieuwe eenheden, het verdedigen van de basis en het aanvallen van de vijand. Dit genre staat tegenover turn-based strategy, waarbij de beslissingen per speler om beurten worden genomen.
De strategische aspecten komen zowel bij het opzetten en onderhouden van de economie en productie van eenheden als bij het voeren van gevechten naar voren. De mate van planning en de gebruikte strategieën en tactieken bepalen het verloop in een RTS-spel.

## Spelelementen in het genre

### Productie
De speler bezit een hoeveelheid grondstoffen of betaalmiddel om nieuwe eenheden te produceren en gebouwen te bouwen (en soms ook onderhouden). Voorbeelden zijn geld en natuurlijke grondstoffen, zoals mineralen, hout of goud. In sommige spellen maakt men gebruik van fictieve grondstoffen zoals Vespene gas (in de StarCraft serie) en Tiberium (in sommige Command & Conquer-spellen). Het verzamelen of verkrijgen van deze grondstoffen is noodzakelijk om iets te kunnen produceren en bouwen. Hiervoor zijn vaak één of meerdere eenheden aan de slag die de grondstoffen delven en terugbrengen naar de basis. Bij andere spellen moet er gebied veroverd worden voor inkomsten (zoals bij Company of Heroes). De speler krijgt aan het begin van het spel wel een klein bedrag of hoeveelheid grondstoffen maar dit raakt al snel op waardoor een andere bron van inkomsten gewenst is.

### Gebouwen
Het uitbreiden van de basis met gebouwen geeft de speler nieuwe mogelijkheden, afhankelijk van het gebouw. Elk gebouw heeft een bepaalde functie (met soms één of meerdere secundaire functies). Er zijn bijvoorbeeld gebouwen voor het produceren van een bepaald type eenheden (zoals een kazerne voor soldaten, fabrieken voor voertuigen, vliegvelden) en verdedigingswerken (zoals muren, luchtafweergeschut, stationaire wapens). Ook zijn er meestal gebouwen voor één bepaald doel, zoals een radarinstallatie of een energiecentrale. Hoe belangrijker een gebouw (qua waarde en de mogelijkheden die het de speler verschaft), hoe langer het duurt voordat het bouwen voltooid is.
Het bouwen gebeurt soms met behulp van een speciaal daarvoor bestemde eenheid; deze heeft geen wapens en kan zich niet verdedigen. Het aantal eenheden dat tegelijkertijd aan een bouwwerk kan werken, verschilt van minimaal 1 tot (vrijwel) onbeperkt. Voorbeelden van dit soort eenheden zijn de Gruz in Earth 2150, de construction bot in Total Annihilation of de slaaf van de GLA in Command & Conquer: Generals. In sommige spellen zijn er eenheden die zowel bouwen als grondstoffen verzamelen. Een andere mogelijkheid is het bouwen zonder een dergelijke eenheid: het gebouw kan dan direct neergezet worden nadat de constructie, een tijdsduur weergegeven in de interface van het spel, voltooid is.
Een basis heeft meestal een hoofdkwartier waar deze constructie-eenheden getraind of geproduceerd kunnen worden (als er in het spel op die wijze gebouwd wordt tenminste). De functie van dit gebouw verschilt per spel maar in essentie is het het centrum van een basis. Voorbeelden van hoofdkwartieren zijn het Town Center in Age of Empires, de Construction Yard in Command & Conquer: Tiberian Sun en de Town Hall in Warcraft III: Reign of Chaos. Het kan bijvoorbeeld opties bieden die voor de gehele basis van toepassing zijn of het kan dienen als een verzamelpunt van de grondstoffen. Soms kunnen nieuwe gebouwen alleen in de buurt van andere gebouwen (van die speler) gebouwd worden; in het begin van een spel kunnen nieuwe gebouwen dan uitsluitend rond het hoofdkwartier gebouwd worden. Deze beperking wordt gebruikt om te voorkomen dat spelers op willekeurige plaatsen een gebouw neerzetten. Het opzetten van een nieuwe basis ver weg van een al bestaande basis is dan alleen mogelijk door eerst een hoofdkwartier te bouwen (doorgaans een wat duurder gebouw).

### Technologieboom
Niet alle gebouwen kunnen direct gebouwd worden: de speler dient een zekere hoeveelheid geld of grondstoffen te bezitten en vaak zijn andere gebouwen vereist voordat men een specifiek gebouw kan bouwen (bijvoorbeeld het bouwen van een kazerne als vereiste voor het bouwen van een voertuigenfabriek). Wanneer de vijand een gebouw vernietigd dat vereist was voor één of meerdere gebouwen dan zijn die gebouwen niet langer te bouwen (evenals de gebouwen die verder in de hiërarchie van vereisten staan). Zo'n hiërarchie van gebouwen en technologieën die vereist zijn voor andere zaken wordt ook wel een technologieboom (Engels: tech tree) genoemd. Het hoofdkwartier van de basis staat soms aan het begin van de hiërarchie. Aan het eind van zo'n constructiehiërarchie staat meestal een groot of belangrijk gebouw die de speler één of meer voordelen of aanvalsmogelijkheden biedt. Voorbeelden hiervan zijn de wonders uit Age of Empires en Rise of Nations en de superwapens in de Command & Conquer serie. Deze gebouwen kosten veel grondstoffen of geld en hebben een lange bouwtijd. Wanneer het gebouw gebruikt kan worden om de vijand aan te vallen, is deze mogelijkheid vaak wel beperkt door een minimale tijdslimiet tussen de aanvallen of het verbruik van een hoeveelheid grondstoffen per aanval. Het aantal keren dat het gebouw gebouwd kan worden kan ook gelimiteerd zijn.
In veel spellen kunnen bepaalde gebouwen en eenheden uitgebreid of verbeterd worden door onderzoek uit te voeren naar nieuwe technologieën. Na een upgrade kan een voertuigenfabriek bijvoorbeeld voertuigen iets sneller produceren en een verbeterde katapult kan projectielen net iets verder slingeren. Ook kan onderzoek resulteren in nieuwe eenheden of gebouwen die daarna beschikbaar zijn voor de speler.

### Eenheden
Individuele eenheden kunnen opdrachten gegeven worden om zich te verplaatsen of een vijand aan te vallen. Hetzelfde is mogelijk voor een groep eenheden. Een eenheid kan ook (aanvals)mogelijkheden bezitten die andere eenheden niet hebben. Elke eenheid heeft allerlei kenmerken (zie hiernaast) die beïnvloeden waar en wanneer deze het beste ingezet kan worden tegen vijandelijke eenheden of gebouwen. Ook de mate waarin de wapens van een eenheid gebruikt worden tegen doelen waar de wapens voor bestemd zijn is van belang: een infanterist kan meer schade toebrengen aan vijandelijke infanteristen dan aan tanks met bepantsering en een boogschutter (met een wapen voor de lange afstand) zal weinig kunnen uitrichten tegen een zwaardvechter.
In sommige spellen kunnen eenheden met meer ervaring op het slagveld automatisch bevorderd worden wat zich uit in een verbeterde aanvalskracht of meer levenspunten. Meestal kan een eenheid meerdere keren bevorderd worden en telkens iets beter worden (in vergelijking met eenzelfde eenheid met lagere rang of net geproduceerde eenheid). Deze eenheden zijn waardevoller vanwege hun extra vuurkracht en soms de eigenschap om zichzelf ter plekke genezen, zonder een hospik of vergelijkbare eenheid. De ervaring van een eenheid kan worden weergegeven met een insigne ter aanduiding van zijn of haar militaire rang (in de Command & Conquer serie) of een verandering in hoe de eenheid eruitziet. In Hegemony kunnen eenheden niet alleen worden opgewaardeerd met ervaring ("bevorder officieren"), maar uiteindelijk kan een nieuwe Generaal eenheid worden gecreëerd en afgescheiden van de oorspronkelijke eenheid.

## Geschiedenis

### Het begin
Sinds begin jaren 80 hebben verscheidene spellen bijgedragen aan de ontwikkeling en vorming van het RTS-genre. In 1983 bracht Imagine Software voor de ZX Spectrum het eerste spel uit dat tot dit genre gerekend wordt: Stonkers. De speler had de controle over infanterie, artillerie, tanks en vrachtwagens. Deze vrachtwagens leverden energie aan de eenheden, een elementaire vorm van het gebruik van grondstoffen. In 1984 werd The Ancient Art of War van uitgebracht, ontwikkeld door Evryware en uitgegeven door Brøderbund Software. Gevechten werden gevoerd op een apart scherm waar het blad, steen, schaar principe gecombineerd met factoren als honger, vermoeidheid en het soort terrein bepaalden welke partij het gevecht gewonnen had. Het spel was een succes en er volgen twee uitbreidingspakketten: The Ancient Art of War at Sea in 1987 en The Ancient Art of War in the Skies in 1992.
In 1989 ontwikkelde Technosoft het spel Herzog Zwei voor de Sega Genesis. De speler had de beschikking over een hoofdbasis en enkele kleinere basissen. Men kon eenheden aanschaffen maar men kon slechts één eenheid direct besturen, een zogeheten fighter die zowel als grond- en als luchteenheid dienst kon doen. Het doel van het spel was het vernietigen van de basis van de vijand. Het was niet mogelijk om nieuwe gebouwen neer te zetten en opgedane schade aan de basis kon niet worden gerepareerd. Het spel bevat enkele economische aspecten zoals het beheer van brandstof (voor de eenheden) en geld, de voorlopers van het managementgedeelte in hedendaagse RTS-spellen.
Het spel dat gezien wordt als het eerste echte RTS-computerspel is Dune II: Battle for Arrakis, ontwikkeld door Westwood Studios en uitgegeven door Virgin Interactive in 1992. Het introduceerde een gedeeltelijke fog of war, het delven van grondstoffen, het zelf bouwen van een basis waar eenheden getraind kunnen worden, een constructiehiërarchie waar het in bezit hebben van technologieën of gebouwen vereist is om andere eenheden en gebouwen te produceren of bouwen en de mogelijkheid om te upgraden. Ook waren de bouwwerken en legers van de spelers niet langer hetzelfde maar bestonden ze uit verschillende eenheden en gebouwen. In eerdere spellen waren de gebouwen en eenheden van beide spelers identiek.

### Verfijnen van het genre
Een jaar later, in 1993, werd Stronghold uitgebracht, het eerste RTS-spel dat gebruik maakte van een 3D perspectief. De basis die door Westwood Studios gelegd was, werd verder uitgebreid door Blizzard Entertainment in 1994 met de komst van Warcraft: Orcs & Humans dat zich afspeelde in een fantasy wereld. Het spel introduceerde man-tegen-mangevechten, een optie om willekeurige maps te genereren en een multiplayer spelmodus via een seriële verbinding of modem. Eind 1995 werd Command & Conquer: Tiberian Dawn van Westwood Studios uitgebracht dat een grote populariteit kende door een verhaallijn, verbeterde spelelementen, een multiplayer spelmodus en het gebruik van full motion video's waarin de verhaallijn werd verteld en een toelichting op de missies werd gegeven.
De Warcraft en Command & Conquer spellen zorgden voor een groei aan populariteit van het genre en een vervolg op beide spellen kon niet uitblijven. In december 1995, net na Command & Conquer: Tiberian Dawn, kwam Blizzard Entertainment met het vervolg op Warcraft I: Warcraft II: Tides of Darkness wat zich kenmerkte door verbeterde graphics (in vergelijking met het eerste deel), goede voice-overs en een fog of war die het terrein weer bedekte als er geen eenheden of gebouwen aanwezig waren (de fog of war zoals RTS-spellen die vandaag de dag gebruiken). Het spel introduceerde ook eenheden op zee. In 1996 kwam Westwood Studios met Command & Conquer: Red Alert met een verbeterde interface, twee verschillende maar over het algemeen gebalanceerde partijen en allerlei verbeteringen aan eenheden en gebouwen waarmee het spel een nieuwe standaard voor het genre neerzette.
In 1997 bracht Total Annihilation van Cavedog Entertainment het genre naar een nieuwe hoogte door een verfijnde interface, de mogelijkheid om gebouwen eenheden te laten produceren wanneer men zelf geen opdrachten gaf en eenheden konden meerdere opdrachten tegelijk krijgen die ze achter elkaar uitvoerden. Total Annihilation was tevens het eerste RTS-spel met 3D-eenheden. In datzelfde jaar kwam Ensemble Studios met Age of Empires, een RTS-spel in een historische setting, vergelijkbaar met het destijds populaire Civilization. In 1998 kwam StarCraft van Blizzard Entertainment dat, net zoals Total Annihilation, grote populariteit kende (met name in Zuid-Korea) door drie zeer verschillende partijen en een verhaallijn die zowel voor als tijdens de missies aanwezig was.

### Opkomst van 3D-graphics

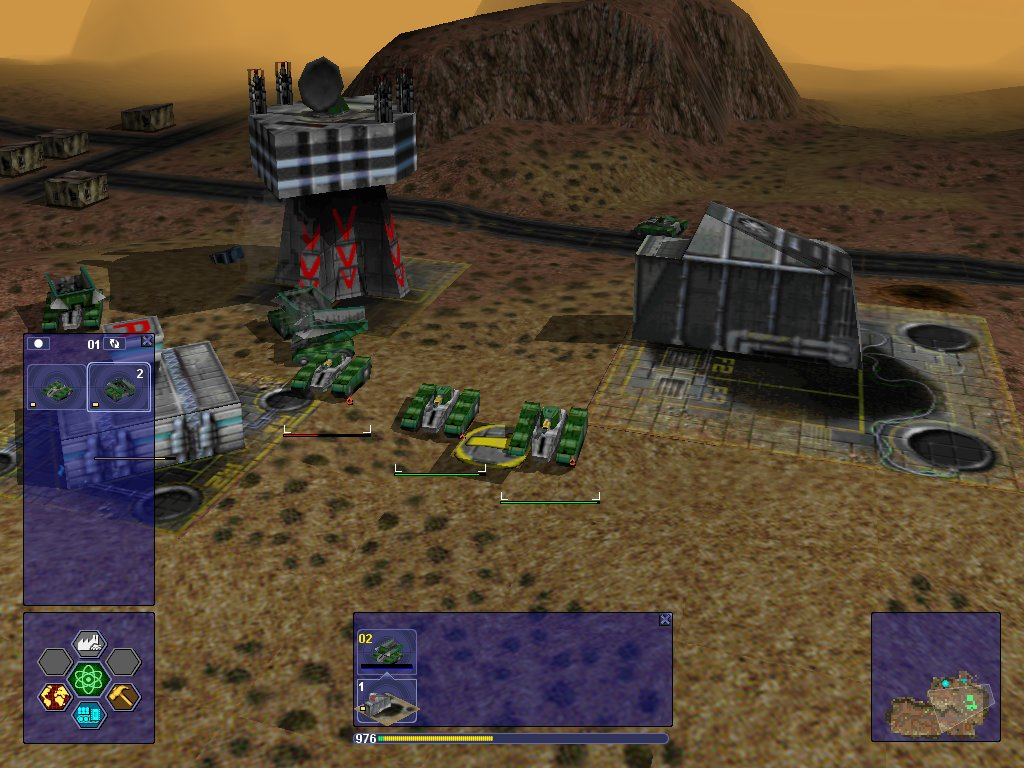
Warzone 2100 van Pumpkin Studios.

RTS-spellen speelden zich tot dusver voornamelijk af in een isometrisch weergegeven omgeving, soms gecombineerd met (van tevoren) gerenderde objecten in 3D, zoals de eenheden en gebouwen. Het gebruik van 3D graphics gaf veelal problemen met de camera en het beperkte gebied dat men kon zien. Door dergelijke problemen was de opkomst van 3D graphics in RTS-spellen laat in vergelijking met andere genres (zoals first-person shooter). Deze problemen worden in hedendaagse spellen vaak opgelost door een beperkte bewegingsvrijheid van de camera waardoor het overzicht behouden blijft.
De opkomst van daadwerkelijke 3D graphics was voor het eerst zichtbaar in Total Annihilation met 3D eenheden en later volgden spellen als Warzone 2100 (1999) van Pumpkin Studios, volledig in 3D, en Homeworld (1999) van Relic Entertainment, dat zich in de ruimte afspeelt. Dit bracht ook strategieën in een 3D omgeving met zich mee in plaats van op een voornamelijk 2D terrein. Andere RTS-spellen in 3D zijn Empire Earth (2001) van Stainless Steel Studios, Warcraft III: Reign of Chaos (2002) en Command & Conquer: Generals (2003). Het gebruik van 3D graphics is tegenwoordig vrijwel standaard geworden in RTS-spellen.

### Variaties en vermenging met andere genres
Naast 3D graphics begonnen ontwikkelaars variaties aan te brengen in de elementen van het genre. Door het weglaten van het economische aspect van grondstoffen en productie (het macromanagement) ontstonden spellen die tot een andere genre, real-time tactics, gerekend worden. In zulke spellen begint de speler met enkele eenheden die op tactische wijze gebruikt moeten worden. Soms krijgt de speler nieuwe eenheden tijdens een missie maar dit is niet altijd het geval. Doordat de speler geen nieuwe eenheden kan produceren, is het efficiënt inzetten van de eenheden van groter belang dan in spellen waar dat wel mogelijk is. Voorbeelden van series en spellen in het genre real-time tactics zijn Myth (1997), Ground Control (2000), Sudden Strike (2000) en Total War (2000). In Cossacks: European Wars (2002) werd het aantal eenheden verhoogd naar vele duizenden en de nadruk gelegd op het tactische aspect van het genre.
Andere variaties zijn verschillende tijdsperiodes met verschillende technologieën voor de speler. Een voorbeeld hiervan is Age of Empires (1997) waarin men historische tijdsperiodes als de bronstijd en ijzertijd doorloopt. Dit principe werd ook uitgebreid toegepast in Empire Earth (2001) waar de speler een periode van 500.000 jaar in 14 tijdsperiodes meemaakt.
Ook begon men gebruik te maken van elementen uit andere genres, zoals elementen van turn-based strategy in Rise of Nations (2003) van Big Huge Games, of een combinatie van het genre first-person shooter (FPS) en real-time strategy in Battlezone (1998) van Activision, waarbij de speler zowel in een tank kan rijden (die opnieuw spawnt wanneer de speler sterft, vergelijkbaar met het FPS-spel Deathmatch) als een basis kan bouwen om met een leger de tegenstander te vernietigen. Ook in Savage: The Battle for Newerth (2003) werd het genre FPS gecombineerd met RTS: elke partij bestond uit twee teams waarvan de ene zich bezighield met het RTS-aspect (zoals gebouwen en onderzoek naar wapens) terwijl het andere zoals in een FPS-spel vocht tegen de vijand.
In SpellForce: The Order of Dawn (2003) en SpellForce 2: Shadow Wars (2006) combineerde Phenomic Game Development het RTS-genre met rollenspel: naast de ontwikkeling van eenheden (zoals het opdoen van ervaring tijdens queesten en het verkrijgen van wapens en vaardigheden) dient de speler een nederzetting te bouwen om een leger te creëren. In Dragonshard (2005) wordt dezelfde combinatie toegepast: de speler houdt zich boven de grond bezig met het RTS-aspect, terwijl onder de grond een groep getrainde eenheden schatten verzamelen, monsters verslaan en valstrikken omzeilen.

### RTS-spellen

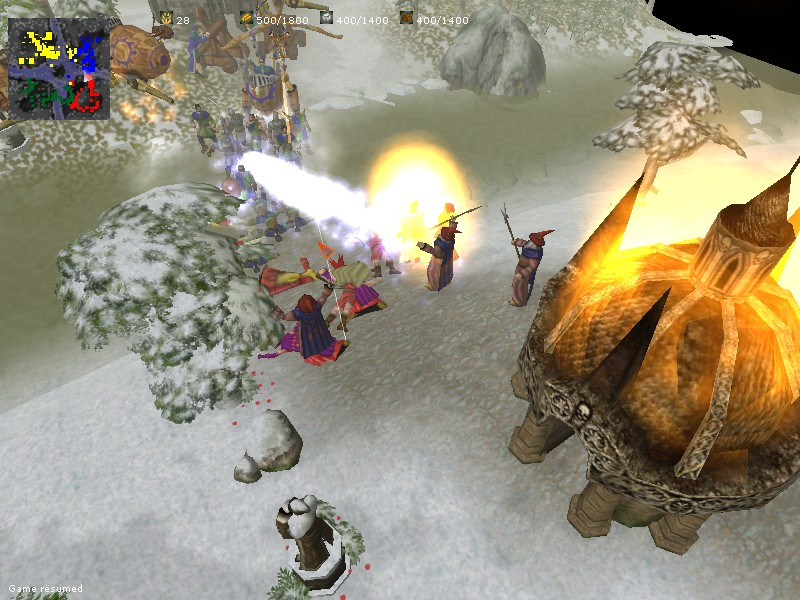
Glest, een opensource-RTS-spel.

In latere RTS-spellen wordt de vermenging met andere genres en het variëren van bestaande concepten veelal doorgezet waarmee deze spellen een andere weg binnen het genre inslaan dan de 'traditionele' RTS-spellen. Zo wordt in Company of Heroes (2006) van Relic Entertainment het verzamelen van grondstoffen gecombineerd met het veroveren van nieuw terrein: de speler dient bepaalde plaatsen op de map in bezit te nemen om grondstoffen te genereren.
In Supreme Commander van Gas Powered Games heeft de speler de mogelijkheid om de gehele map tegelijk in beeld te zien voor een beter overzicht. Chris Taylor, de ontwerper van Total Annihilation, was betrokken bij de ontwikkeling van dit spel. Daarnaast maakt het spel gebruik van de klassieke mechanica om een gebalanceerd geheel te creëren. Zo zal bijvoorbeeld een bommenwerper relatief langzaam moeten vliegen om een doelwit accuraat te kunnen treffen.
Enkele andere RTS-spellen zijn Sins of a Solar Empire (2006) van Ironclad Games, Star Trek: Legacy (2006) van Mad Doc Software, het derde deel in de Command & Conquer-serie in het Tiberian universum, Command & Conquer 3: Tiberium Wars (2007) van EA Los Angeles, StarCraft II: Wings of Liberty (2010) van Blizzard Entertainment en Hegemony-serie (2011) van Longbow Games.

## Micro- en macromanagement

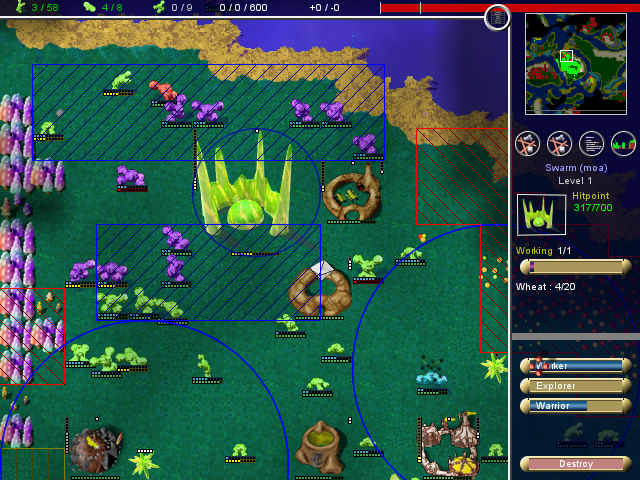
Globulation 2, een opensource-RTS-spel.

De termen micro- en macromanagement worden gebruikt voor het aanduiden van bepaalde onderdelen van het genre, namelijk:
- micromanagement: het aansturen en gebruiken van individuele eenheden (en in groepen). Bij micromanagement wordt rekening gehouden met de kenmerken van de eenheden, het terrein en de omgeving in gevechten om deze goed te benutten. Ook het aansturen van eenheden in gevechten op meerdere plaatsen behoort tot micromanagement. Hierbij dient de speler snel de juiste keuzes te maken over hoe een vijandelijk leger het efficiëntst uitgeschakeld kan worden.
- macromanagement: het opzetten en onderhouden van de economie evenals het uitbreiden van de basis, het produceren van eenheden en het voeren van onderzoek naar nieuwe technologieën. Het is ook van belang te voorkomen dat de economie stagneert en dat men zonder grondstoffen komt te zitten. De speler dient te plannen en kennis te hebben van de technologieboom om te weten waar en wanneer bepaalde gebouwen of technologieën benodigd zijn.

In veel RTS-spellen komt zowel micro- als macromanagement voor maar soms wordt het macromanagementgedeelte beperkt om de nadruk te leggen op micromanagement. Het aantal eenheden dat de speler kan produceren wordt bijvoorbeeld gelimiteerd waardoor men de eenheden die men heeft efficiënter moet gebruiken. Voorbeelden van RTS-spellen met beperkt macromanagement zijn Battle Realms (2001) en Warcraft III: Reign of Chaos (2002). Enkele spellen met een uitgebreid macromanagement zijn Total Annihilation (1997), Age of Mythology (2002) en Rise of Nations (2003). Wanneer het macromanagement geheel wordt weggelaten, spreekt men van spellen die behoren tot het genre real-time tactics.